# Javi Montero
Francisco Javier „Javi” Montero Rubio (Sevilla, 1999. január 14. –) spanyol labdarúgó, a Hamburger SV játékosa kölcsönben a Beşiktaş csapatától. Egy edzésen történt baleset következtében szemüveget kell viselnie játék közben.

## Pályafutása
Sevillában született. Montero 15 éves korában csatlakozott az Atlético Madrid utánpótlásához. 2018-ban Diego Simeone felhívta az első csapat keretéhez. 2017-ben egy edzésen rosszul nyúlt a labdáért, ami miatt szemkárosodás szenvedett, ezért védőszemüvegben játszik. 
Először az október 30-án szerepelt Simeone csapatában az UE Sant Andreu elleni Spanyol labdarúgókupa mérkőzésen.
A Montero első Bajnokok Ligája mérkőzésére 2018. november 6-án került sor. A második félidőben szállt be a sérült José María Giménez helyére, a Borussia Dortmund ellen 2-0-s sikerrel meghívott mérkőzésen. A bajnoki debütálására 2018. november 10-én került sor az. A kezdőben kapott helyet az Athletic Club ellen. 2019-20-as szezonra kölcsönbe került a Deportivo La Coruña csapatához. 2020. szeptember 2-án ismét bejelentették, hogy kölcsönbe került, ezúttal a török Beşiktaş JK csapatához. Egy évvel később végleg szerződtették. 2023. január 15-én kölcsönbe került a német Hamburger SV csapatához vételi opcióval.

## Sikerei, díjai
- Beşiktaş JK
  - Süper Liga: 2020–21
  - Török kupa: 2020–21
  - Török szuperkupa: 2021